# 善巨郡
善巨郡，中国古代的郡。
大理国置，治所在今云南省永胜县。辖境约当今云南省永胜、华坪、维西、贡山等县以北地区及四川省盐源、盐边二县地。兼设成纪镇于此。元朝至元十五年（1278年）改置为施州。 